# Ankeruhr

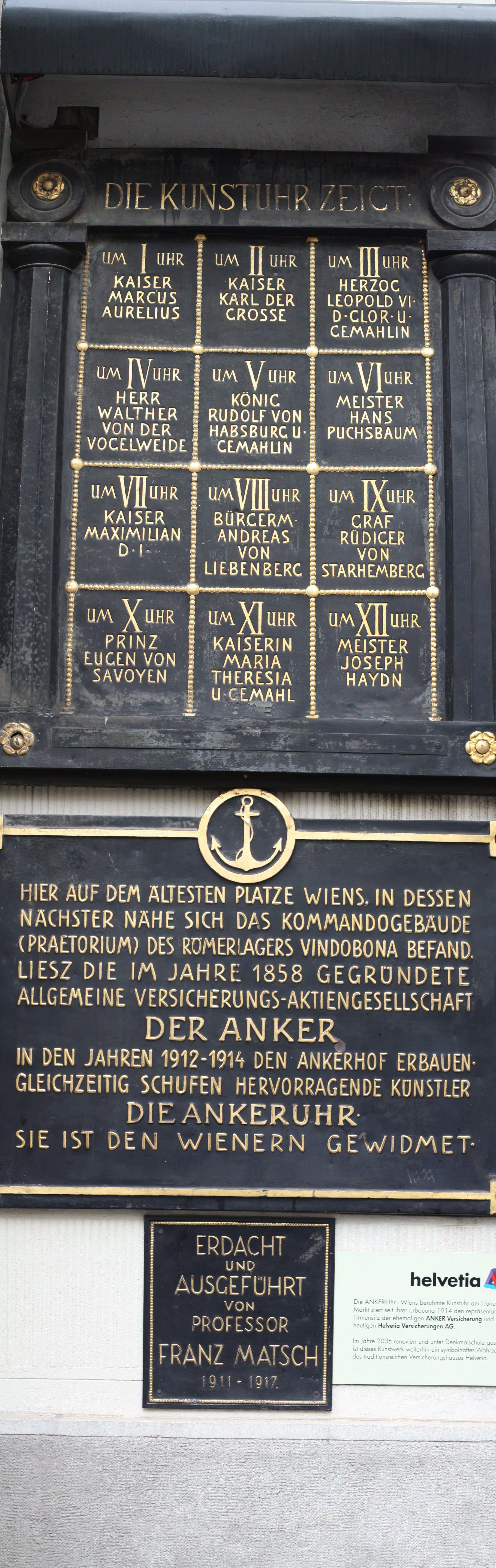
Tablice opisujące zegar

Ankeruhr – secesyjny zegar w Wiedniu (Hoher Markt), zbudowany w latach 1911–1914, mieszczący się pomiędzy budynkami dawniej należącymi do Lebens- und Rentenversicherungs-Gesellschaft „Der Anker“.
Zegar umieszczony jest na mostku nad ulicą, łączącym budynki będące dawniej siedzibą Towarzystwa Ubezpieczeniowego Anker. Uznawany jest on za arcydzieło secesji wiedeńskiej. Został zbudowany w latach 1911–1914 na podstawie rysunków wiedeńskiego malarza Franza von Matscha (1861–1942), który przyjaźnił się i współpracował m.in. z Gustavem Klimtem. Nietypowość zegara polega na tym, że jego główna strona nie ma wskazówek oraz tradycyjnego cyferblatu. Ich rolę pełnią metalowe tabliczki godzinowe, z zaznaczoną cyfrą, przesuwające się w prawą stronę po minutowej podziałce. Jednak przede wszystkim wiedeński czasomierz różni się od innych tym, że każdą godzinę ilustruje inny obrazek, który ukazuje się wraz ze zmianą godziny, a co za tym idzie, również i wskazówki. Postacie (obrazy) ilustrujące godziny tak samo przesuwają się w kierunku od lewej strony do prawej i są tam przedstawione ważne dla miasta osobistości. Są to między innymi: o godzinie 1. cesarz Marek Aureliusz, o godzinie 4. Walther von der Vogelweide, o godzinie 11. cesarzowa Maria Teresa Habsburg i o godzinie 12. kompozytor Joseph Haydn. Co godzinę, wraz ze zmianą ilustracji, zegar odgrywa także odpowiedni dla epoki związanej z życiem przedstawionego bohatera utwór muzyczny. O godzinie 12. pojawiają się wszystkie figury z towarzyszeniem muzyki, a samo widowisko przyciąga rzesze turystów, stanowiąc jedną z częściej uwiecznianych na fotografiach atrakcji stolicy Austrii.
Zegar Ankeruhr i fontanna Zaślubin są dwoma zabytkami wiedeńskiego Hoher Markt (Wysokiego Rynku), które, choć nie bez uszczerbku, jednak przetrwały II wojnę światową.

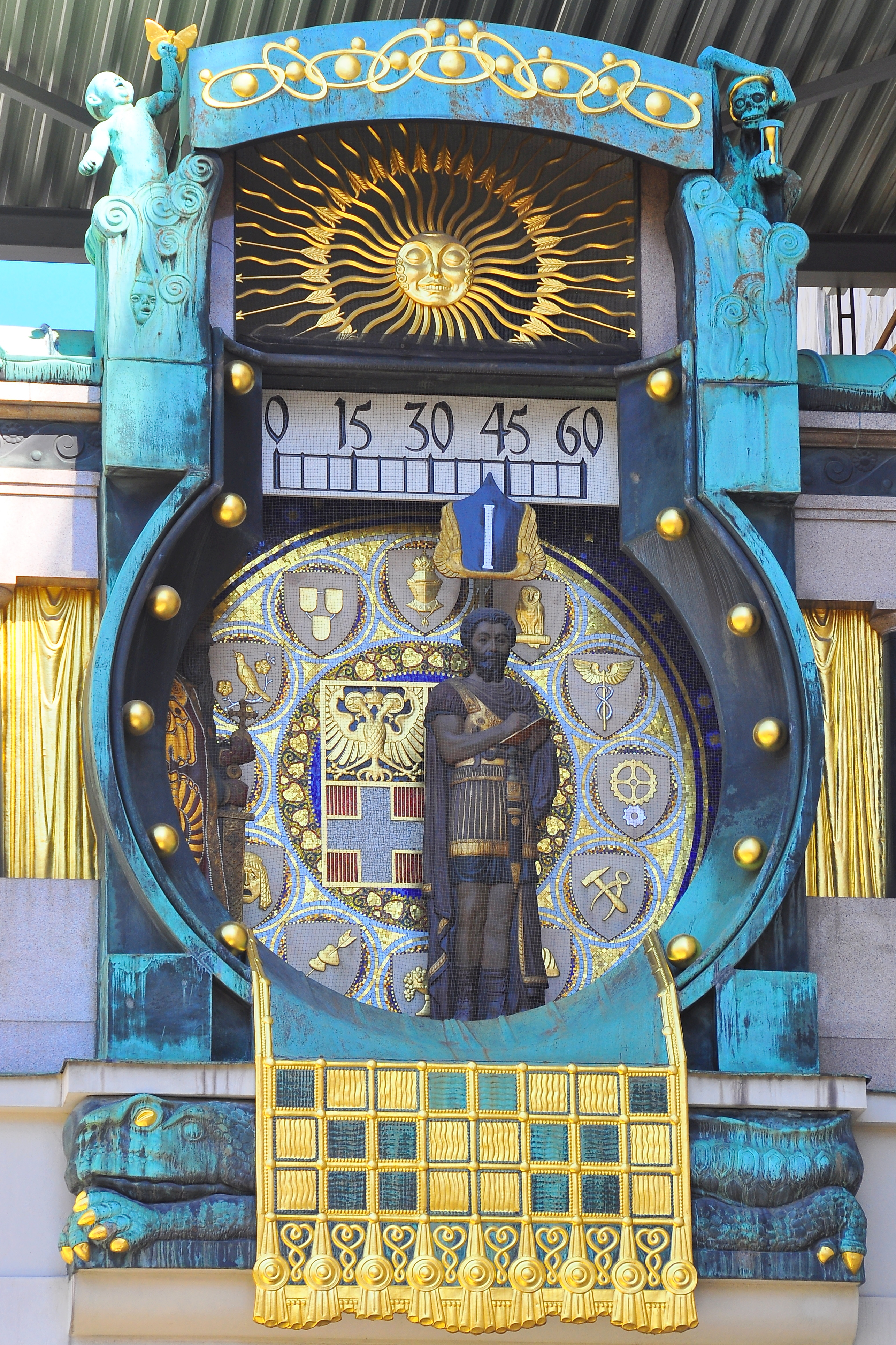
Główna strona zegara, cesarz Marek Aureliusz
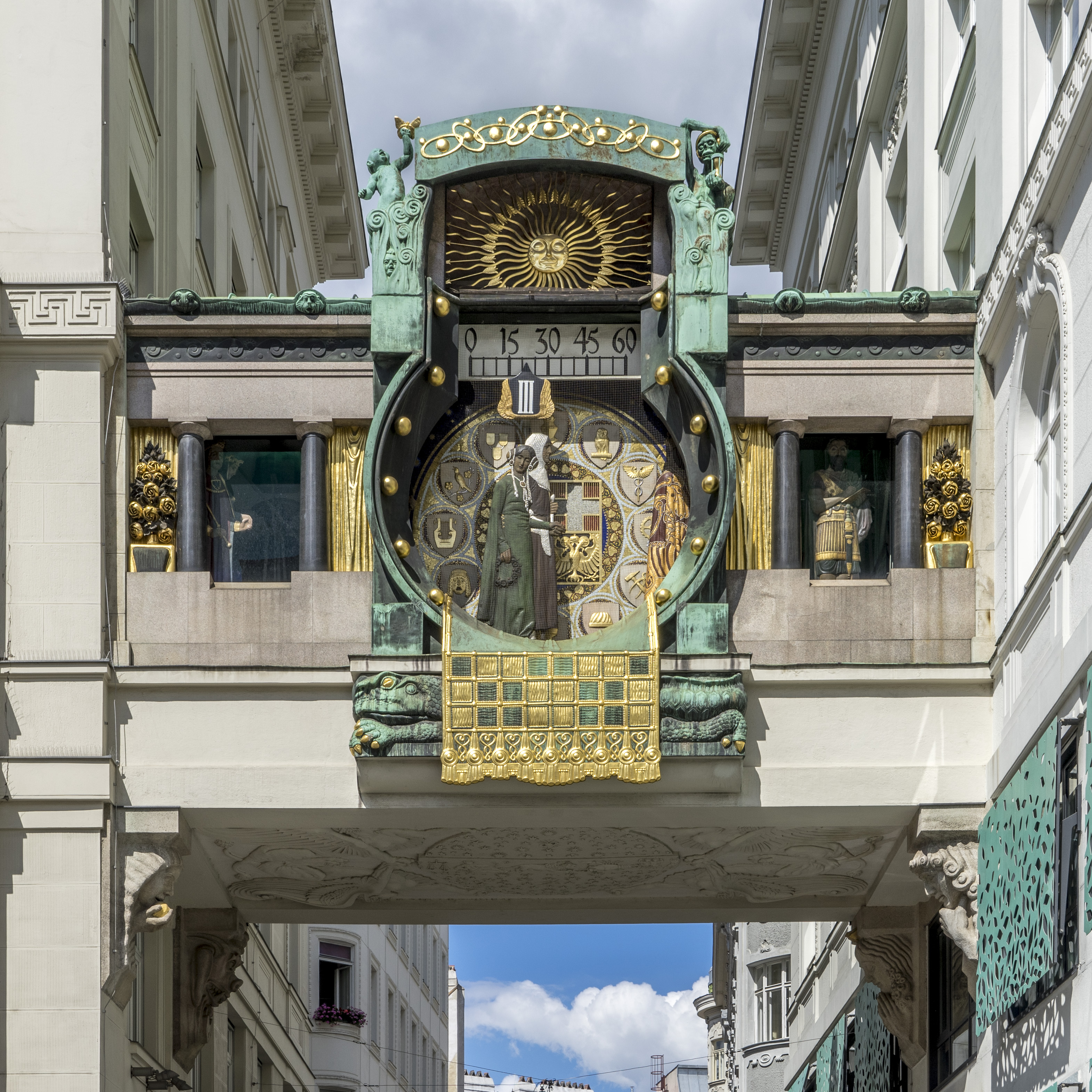
Przemieszczające się figury (ilustracje)
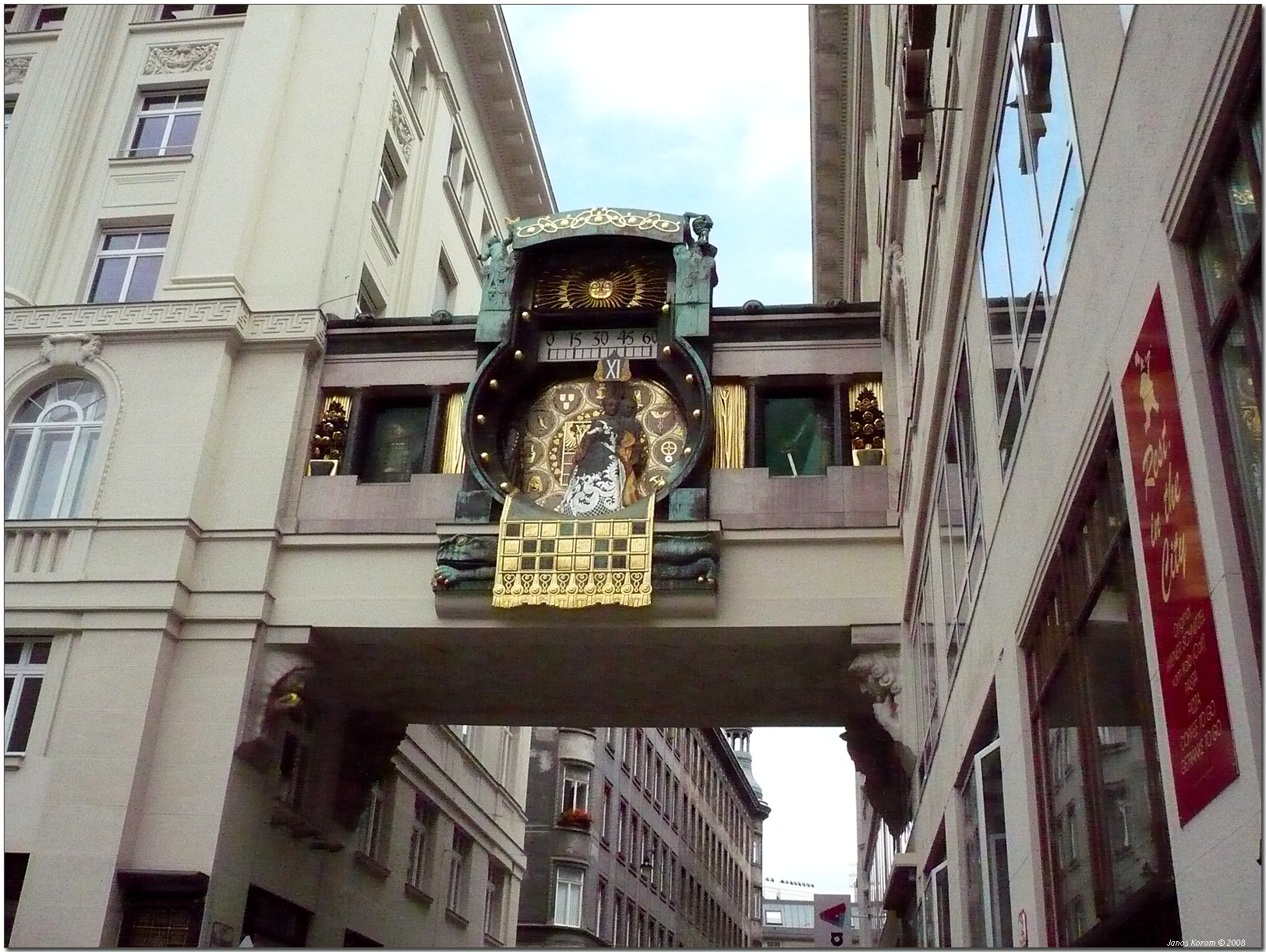
Mostek z zegarem łączący budynki
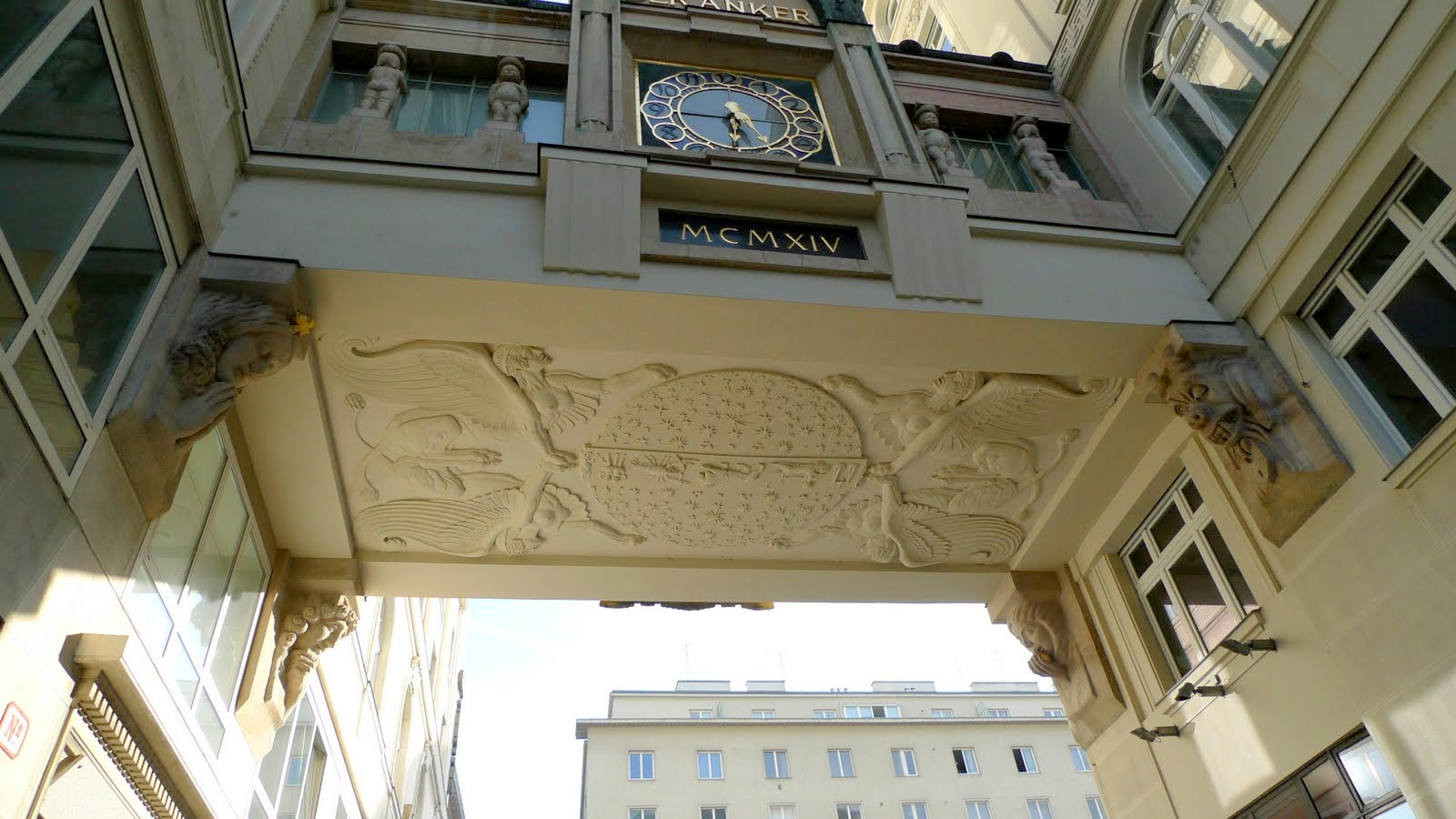
Ozdobny spód mostku (zegara)
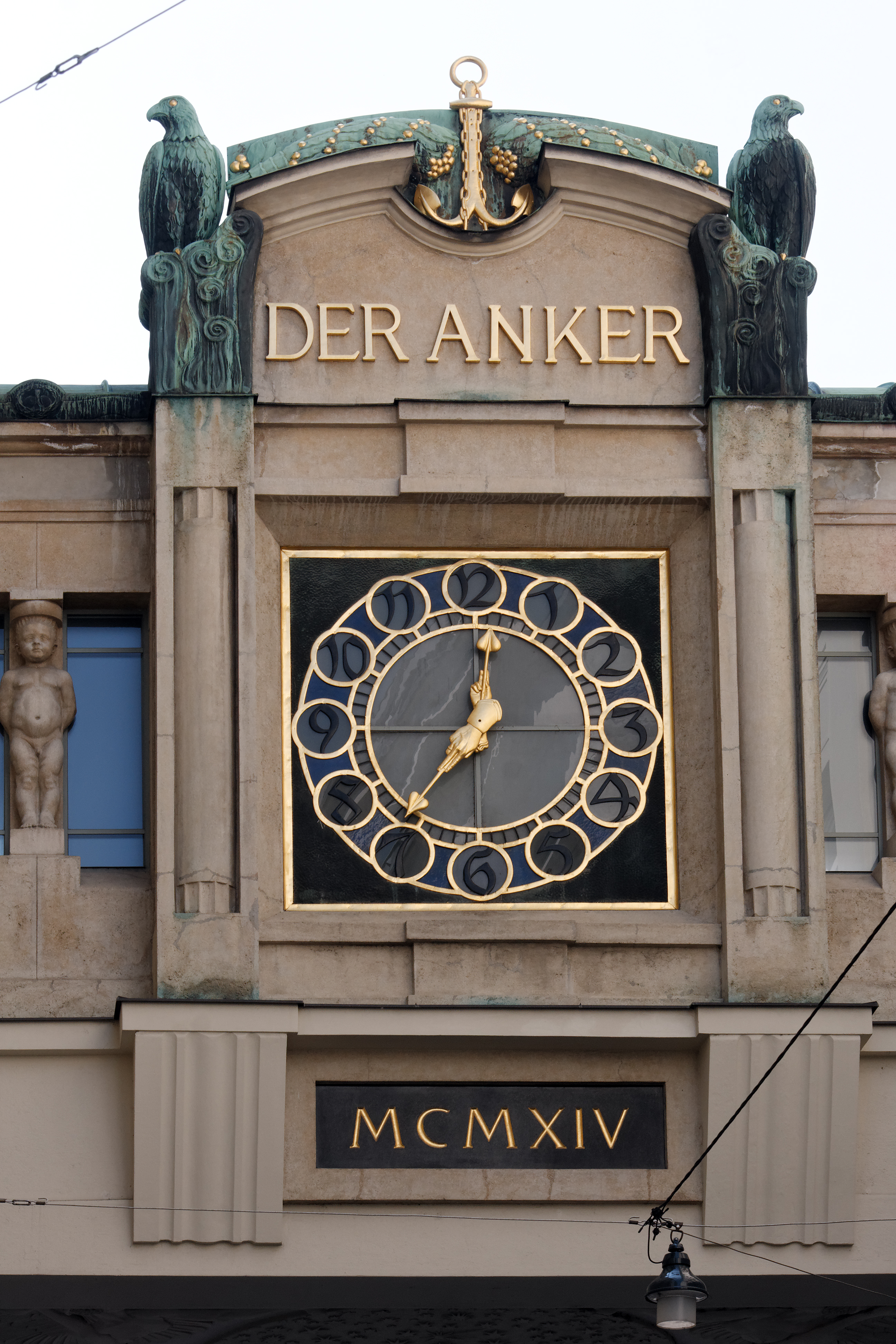
Tylna ściana zegara z nazwą i roczną datą ukończenia